# Sofia Haajanen
Sofia Haajanen, född 15 januari 1987 i Uleåborg, är en finländsk orienterare som ingick i stafettlaget som tog silver vid EM 2012.